# Hucisko (przystanek kolejowy)
Hucisko (ukr. Гутиська, ros. Гутиско) – przystanek kolejowy w miejscowości Hucisko, w rejonie tarnopolskim, w obwodzie tarnopolskim, na Ukrainie. Położony jest na linii Tarnopol – Stryj.